# Liste der Kulturdenkmale in Berlin-Hellersdorf

Lage von Hellersdorf in Berlin

In der Liste der Kulturdenkmale von Hellersdorf sind die Kulturdenkmale des Berliner Ortsteils Hellersdorf im Bezirk Marzahn-Hellersdorf aufgeführt.
Zu beachten ist, dass die folgenden Hausnummern durch amtliche Änderungen nicht ohne Weiteres auffindbar sind.

## Denkmalbereiche (Ensembles)
| Nr.      | Lage                                                                                 | Offizielle Bezeichnung | Bestandteile / Beschreibung                                                                              | Bild                                        |
| -------- | ------------------------------------------------------------------------------------ | --- | --- | ------------------------------------------- |
| 09045288 | Alt-Hellersdorf 1–27 Alte Hellersdorfer Straße 57–67A Eisenacher Straße 1, 1A (Lage) | Städtisches Rieselgut Hellersdorf Baudenkmale siehe: Alte Hellersdorfer Straße 57/59, 58/60, 62/64, 65/67 Alt-Hellersdorf 6/12, 7/9, 13/15, 17, 19, 23, 25, 27 (Speicher), 27 (Scheune) | Weitere Bestandteile des Ensembles: um 1890                                                              | Weitere Bestandteile des Ensembles: um 1890 |
| 09045288 | Alt-Hellersdorf 1–27 Alte Hellersdorfer Straße 57–67A Eisenacher Straße 1, 1A (Lage) | Städtisches Rieselgut Hellersdorf Baudenkmale siehe: Alte Hellersdorfer Straße 57/59, 58/60, 62/64, 65/67 Alt-Hellersdorf 6/12, 7/9, 13/15, 17, 19, 23, 25, 27 (Speicher), 27 (Scheune) | 09075187 – Alt-Hellersdorf 27, Maschinenhaus, 1850, Umbau zum Schnitterwohnhaus, 1893                    |                                             |
| 09045288 | Alt-Hellersdorf 1–27 Alte Hellersdorfer Straße 57–67A Eisenacher Straße 1, 1A (Lage) | Städtisches Rieselgut Hellersdorf Baudenkmale siehe: Alte Hellersdorfer Straße 57/59, 58/60, 62/64, 65/67 Alt-Hellersdorf 6/12, 7/9, 13/15, 17, 19, 23, 25, 27 (Speicher), 27 (Scheune) | 09075188 – Alt-Hellersdorf 27, Geräteschuppen, 1891                                                      |                                             |
| 09045288 | Alt-Hellersdorf 1–27 Alte Hellersdorfer Straße 57–67A Eisenacher Straße 1, 1A (Lage) | Städtisches Rieselgut Hellersdorf Baudenkmale siehe: Alte Hellersdorfer Straße 57/59, 58/60, 62/64, 65/67 Alt-Hellersdorf 6/12, 7/9, 13/15, 17, 19, 23, 25, 27 (Speicher), 27 (Scheune) | 09075447 – Alt-Hellersdorf 27, Lehmscheune, 1914, Wiederaufbau 1943                                      | 09075447                                    |
| 09045288 | Alt-Hellersdorf 1–27 Alte Hellersdorfer Straße 57–67A Eisenacher Straße 1, 1A (Lage) | Städtisches Rieselgut Hellersdorf Baudenkmale siehe: Alte Hellersdorfer Straße 57/59, 58/60, 62/64, 65/67 Alt-Hellersdorf 6/12, 7/9, 13/15, 17, 19, 23, 25, 27 (Speicher), 27 (Scheune) | Nicht konstituierender Bestandteil des Ensembles: Alt-Hellersdorf 1/5, 21, Alte Hellersdorfer Straße 67A |                                             |

## Gesamtdenkmale
| Nr.      | Lage                                                                                           | Offizielle Bezeichnung | Beschreibung                                            | Bild |
| -------- | ---------------------------------------------------------------------------------------------- | --- | ------------------------------------------------------- | ---- |
| 09020100 | U-Bahnlinie E (heute U5) (Lage) (Lage) Nelly-Sachs-Straße (Lage) Mahlsdorfer Straße 65A (Lage) | U-Bahnhöfe Cottbusser Platz, Hellersdorf, Louis-Lewin-Straße & Hönow Für weitere Bestandteile des Gesamtdenkmals siehe: Biesdorf & Kaulsdorf | U-Bahnhof Cottbusser Platz, 1985–1989 von Roland Korn   |      |
| 09020100 | U-Bahnlinie E (heute U5) (Lage) (Lage) Nelly-Sachs-Straße (Lage) Mahlsdorfer Straße 65A (Lage) | U-Bahnhöfe Cottbusser Platz, Hellersdorf, Louis-Lewin-Straße & Hönow Für weitere Bestandteile des Gesamtdenkmals siehe: Biesdorf & Kaulsdorf | Unterführung                                            |      |
| 09020100 | U-Bahnlinie E (heute U5) (Lage) (Lage) Nelly-Sachs-Straße (Lage) Mahlsdorfer Straße 65A (Lage) | U-Bahnhöfe Cottbusser Platz, Hellersdorf, Louis-Lewin-Straße & Hönow Für weitere Bestandteile des Gesamtdenkmals siehe: Biesdorf & Kaulsdorf | Zugangsgebäude                                          |      |
| 09020100 | U-Bahnlinie E (heute U5) (Lage) (Lage) Nelly-Sachs-Straße (Lage) Mahlsdorfer Straße 65A (Lage) | U-Bahnhöfe Cottbusser Platz, Hellersdorf, Louis-Lewin-Straße & Hönow Für weitere Bestandteile des Gesamtdenkmals siehe: Biesdorf & Kaulsdorf | U-Bahnhof Hellersdorf, 1985–1989 von Roland Korn        |      |
| 09020100 | U-Bahnlinie E (heute U5) (Lage) (Lage) Nelly-Sachs-Straße (Lage) Mahlsdorfer Straße 65A (Lage) | U-Bahnhöfe Cottbusser Platz, Hellersdorf, Louis-Lewin-Straße & Hönow Für weitere Bestandteile des Gesamtdenkmals siehe: Biesdorf & Kaulsdorf | östliches Zugangsgebäude und Überführung                |      |
| 09020100 | U-Bahnlinie E (heute U5) (Lage) (Lage) Nelly-Sachs-Straße (Lage) Mahlsdorfer Straße 65A (Lage) | U-Bahnhöfe Cottbusser Platz, Hellersdorf, Louis-Lewin-Straße & Hönow Für weitere Bestandteile des Gesamtdenkmals siehe: Biesdorf & Kaulsdorf | Tramhaltestelle                                         |      |
| 09020100 | U-Bahnlinie E (heute U5) (Lage) (Lage) Nelly-Sachs-Straße (Lage) Mahlsdorfer Straße 65A (Lage) | U-Bahnhöfe Cottbusser Platz, Hellersdorf, Louis-Lewin-Straße & Hönow Für weitere Bestandteile des Gesamtdenkmals siehe: Biesdorf & Kaulsdorf | U-Bahnhof Louis-Lewin-Straße, 1985–1989 von Roland Korn |      |
| 09020100 | U-Bahnlinie E (heute U5) (Lage) (Lage) Nelly-Sachs-Straße (Lage) Mahlsdorfer Straße 65A (Lage) | U-Bahnhöfe Cottbusser Platz, Hellersdorf, Louis-Lewin-Straße & Hönow Für weitere Bestandteile des Gesamtdenkmals siehe: Biesdorf & Kaulsdorf | östliches Zugangsgebäude                                |      |
| 09020100 | U-Bahnlinie E (heute U5) (Lage) (Lage) Nelly-Sachs-Straße (Lage) Mahlsdorfer Straße 65A (Lage) | U-Bahnhöfe Cottbusser Platz, Hellersdorf, Louis-Lewin-Straße & Hönow Für weitere Bestandteile des Gesamtdenkmals siehe: Biesdorf & Kaulsdorf | westliche Überführung und Zugangsgebäude                |      |
| 09020100 | U-Bahnlinie E (heute U5) (Lage) (Lage) Nelly-Sachs-Straße (Lage) Mahlsdorfer Straße 65A (Lage) | U-Bahnhöfe Cottbusser Platz, Hellersdorf, Louis-Lewin-Straße & Hönow Für weitere Bestandteile des Gesamtdenkmals siehe: Biesdorf & Kaulsdorf | U-Bahnhof Hönow, 1985–1989 von Roland Korn              |      |
| 09020100 | U-Bahnlinie E (heute U5) (Lage) (Lage) Nelly-Sachs-Straße (Lage) Mahlsdorfer Straße 65A (Lage) | U-Bahnhöfe Cottbusser Platz, Hellersdorf, Louis-Lewin-Straße & Hönow Für weitere Bestandteile des Gesamtdenkmals siehe: Biesdorf & Kaulsdorf | Zugangsgebäude                                          |      |
| 09020100 | U-Bahnlinie E (heute U5) (Lage) (Lage) Nelly-Sachs-Straße (Lage) Mahlsdorfer Straße 65A (Lage) | U-Bahnhöfe Cottbusser Platz, Hellersdorf, Louis-Lewin-Straße & Hönow Für weitere Bestandteile des Gesamtdenkmals siehe: Biesdorf & Kaulsdorf | Überführung                                             |      |

## Baudenkmale
| Nr.                  | Lage                                                           | Offizielle Bezeichnung                                                                                              | Beschreibung                       | Bild              |
| -------------------- | -------------------------------------------------------------- | --- | ---------------------------------- | ----------------- |
| 09045862             | Alte Hellersdorfer Straße 57/59 Eisenacher Straße 1, 1A (Lage) | Landarbeiterwohnhaus für vier Familien Bestandteil des Ensembles: Städtisches Rieselgut Hellersdorf                 | Landarbeiterwohnhaus, um 1889–1890 |                   |
| 09045862             | Alte Hellersdorfer Straße 57/59 Eisenacher Straße 1, 1A (Lage) | Landarbeiterwohnhaus für vier Familien Bestandteil des Ensembles: Städtisches Rieselgut Hellersdorf                 | Stall                              |                   |
| 09045862             | Alte Hellersdorfer Straße 57/59 Eisenacher Straße 1, 1A (Lage) | Landarbeiterwohnhaus für vier Familien Bestandteil des Ensembles: Städtisches Rieselgut Hellersdorf                 | Waschküche                         |                   |
| 09045863             | Alte Hellersdorfer Straße 58/60 Alt-Hellersdorf (Lage)         | Landarbeiterwohnhaus für acht Familien Bestandteil des Ensembles: Städtisches Rieselgut Hellersdorf                 | Landarbeiterwohnhaus, um 1900      |                   |
| 09045863             | Alte Hellersdorfer Straße 58/60 Alt-Hellersdorf (Lage)         | Landarbeiterwohnhaus für acht Familien Bestandteil des Ensembles: Städtisches Rieselgut Hellersdorf                 | Nebengebäude                       |                   |
| 09045864             | Alte Hellersdorfer Straße 62/64 Alt-Hellersdorf (Lage)         | Landarbeiterwohnhaus für vier Familien Bestandteil des Ensembles: Städtisches Rieselgut Hellersdorf                 | Landarbeiterwohnhaus, um 1900      |                   |
| 09045864             | Alte Hellersdorfer Straße 62/64 Alt-Hellersdorf (Lage)         | Landarbeiterwohnhaus für vier Familien Bestandteil des Ensembles: Städtisches Rieselgut Hellersdorf                 | Nebengebäude                       |                   |
| 09045865             | Alte Hellersdorfer Straße 65/67 (Lage)                         | Landarbeiterwohnhaus für acht Familien Bestandteil des Ensembles: Städtisches Rieselgut Hellersdorf                 | um 1890                            |                   |
| 09045865             | Alte Hellersdorfer Straße 65/67 (Lage)                         | Landarbeiterwohnhaus für acht Familien Bestandteil des Ensembles: Städtisches Rieselgut Hellersdorf                 | Abortgebäude                       |                   |
| 09045859             | Alt-Hellersdorf 6/12 (Lage)                                    | Zwei Landarbeiterwohnhäuser für zwei und vier Familien Bestandteil des Ensembles: Städtisches Rieselgut Hellersdorf | um 1910                            |                   |
| 09045859             | Alt-Hellersdorf 6/12 (Lage)                                    | Zwei Landarbeiterwohnhäuser für zwei und vier Familien Bestandteil des Ensembles: Städtisches Rieselgut Hellersdorf | Nebengebäude                       |                   |
| 09045859             | Alt-Hellersdorf 6/12 (Lage)                                    | Zwei Landarbeiterwohnhäuser für zwei und vier Familien Bestandteil des Ensembles: Städtisches Rieselgut Hellersdorf | Stall                              |                   |
| 09045289             | Alt-Hellersdorf 7/9 (Lage)                                     | Landarbeiterkate Bestandteil des Ensembles: Städtisches Rieselgut Hellersdorf                                       | um 1845                            | Alt-Hellersdorf 7 |
| 09045289             | Alt-Hellersdorf 7/9 (Lage)                                     | Landarbeiterkate Bestandteil des Ensembles: Städtisches Rieselgut Hellersdorf                                       | Stallgebäude, um 1845              |                   |
| 09045289             | Alt-Hellersdorf 7/9 (Lage)                                     | Landarbeiterkate Bestandteil des Ensembles: Städtisches Rieselgut Hellersdorf                                       | Waschküche, um 1895                |                   |
| 09045861             | Alt-Hellersdorf 13/15 (Lage)                                   | Stallgebäude Bestandteil des Ensembles: Städtisches Rieselgut Hellersdorf                                           | 1896                               | 09045861          |
| 09080010             | Alt-Hellersdorf 17 (Lage)                                      | Pferdestall Bestandteil des Ensembles: Städtisches Rieselgut Hellersdorf                                            | um 1855                            | 09080010          |
| 09045860             | Alt-Hellersdorf 19 (Lage)                                      | Gutshaus Bestandteil des Ensembles: Städtisches Rieselgut Hellersdorf                                               | um 1890                            | 09045860          |
| 09076016             | Alt-Hellersdorf 23 (Lage)                                      | Rinderstall Bestandteil des Ensembles: Städtisches Rieselgut Hellersdorf                                            | 1865, erweitert 1893–1894          | 09076016          |
| 09085034             | Alt-Hellersdorf 25 (Lage)                                      | Schmiede Bestandteil des Ensembles: Städtisches Rieselgut Hellersdorf                                               | 1904                               |                   |
| 09085033             | Alt-Hellersdorf 27 (Lage)                                      | Speicher Bestandteil des Ensembles: Städtisches Rieselgut Hellersdorf                                               | 1889                               | 09085033          |
| 09085032             | Alt-Hellersdorf 27 (Lage)                                      | Scheune Bestandteil des Ensembles: Städtisches Rieselgut Hellersdorf                                                | um 1897–1898                       | 09085033          |
| 09045496 (seit 2023) | Bansiner Straße 25/29 Lion-Feuchtwanger-Straße 52 (Lage)       | Terrassenhaus | 1981–84 von Ute Baumbach           | 09085033          |
| 09045496 (seit 2023) | Bansiner Straße 25/29 Lion-Feuchtwanger-Straße 52 (Lage)       | Terrassenhaus | Wandbild von Inge Jastram          |                   |

## Ehemalige Denkmäler
| Nr.      | Lage                         | Offizielle Bezeichnung | Beschreibung | Bild |
| -------- | ---------------------------- | ---------------------- | --- | ---- |
| 09080010 | Alt-Hellersdorf 17/27 (Lage) | Stadtgut, Rieselgut    | um 1895; umfasste alle Baudenkmäler von Alt-Hellersdorf 17/27, seit 2015 ist nur noch der Pferdestall ein Baudenkmal. |      |